# Етнографічний вісник
Етнографічний вісник — неперіодичний журнал УАН. Видавався у 1925—1932 роках. Головні редактори — Андрій Лобода й Всеволод Петров. До редколегії входили також Олена Пчілка, В. Камінський, Євген Рихлік.

## Спеціалізація
«Етнографічний вісник» публікував розвідки, огляди, рецензії, статті з етнографії, фольклористики, зокрема музичної та краєзнавства. Орган інформував про діяльність Етнографічної комісії УАН, містив критику й бібліографічні дані краєзнавчої літератури в Україні, матеріали про етнографію народів тодішнього СРСР, а також ілюстрації та музичні додатки. Журнал налагодив тісні зв'язки з широкою мережею етнографічних гуртків і окремих кореспондентів периферії. Усього було надруковано 10 книг.
Автори: Андрій Лобода, Всеволод Петров, Олександр Андрієвський, Олена Пчілка, Дмитро Яворницький, Дмитро Чижевський, Степан Савченко, Д. Ревуцький, Климент Квітка, В. Харків, Михайло Гайдай, Олександр Малинка, Євген Рихлік, Микола Левченко та інші.

## Сталінський погром
З 1930 комуністична влада почала наступ на академічну українську науку та її періодичні видання. Під удар брутальної критики потрапив і «Етнографічний вісник», особливо після показового процесу СВУ, сфабрикованого НКВД СССР. 1930 радянські спецслужби заарештували члена редколегії Євгена Рихліка, у справі СВУ — Миколу Левченка. У критичний 1931 помирає редактор Андрій Лобода, та впливовий співавтор журналу Олександр Андрієвський. 1932 журнал було остаточно розгромлено.
З кінця 1930-х років здійснювалися спроби відродити академічну українську етнографію в умовах сталінського режиму. Так, починаючи з 1937 з'являлася ціла низка недовготривалих журналів: «Український фольклор» (1937—39), «Народна творчість» (1939—41), «Наукові записки з питань мистецтва, фольклору та етнографії» (1947—57). Лише «Народна творчість та етнографія» виходить донині.